# Marcos Rogério Ricci Lopes
Marcos Rogério Ricci Lopes, mais conhecido como Pará (São João do Araguaia, 14 de fevereiro de 1986), é um ex-futebolista profissional brasileiro que atua como lateral-direito. Atualmente está em um time de várzea de São Paulo, o S.E. Metalúrgicos.

## Carreira

### Santo André
Pará iniciou sua carreira no Santo André, em 2003. Um ano depois, em 2004, esteve presente no grupo que surpreendeu o futebol brasileiro e venceu a Copa do Brasil, superando o Flamengo. Em 2008, já consolidado na equipe principal, venceu o Campeonato Paulista - Série A2, levando o clube do ABC Paulista à elite do futebol no estado.

### Santos
No mesmo ano, transferiu-se para o Santos. Polivalente, ganhou destaque por atuar em várias posições, não só como lateral-direito, mas também lateral-esquerdo e volante. No time da Baixada Santista, levantou os títulos do Paulistão, em 2010 e 2011, da Copa do Brasil, em 2010 e da Copa Libertadores da América, em 2011.

### Grêmio
Em 2012, a Porus Sports, empresa que gerencia sua carreira, anunciou sua transferência por empréstimo ao Grêmio, de Porto Alegre.
Chegou no tricolor gaúcho sob desconfiança da imprensa, mas logo nos seus primeiros jogos, Pará se destacou roubando a vaga de Gabriel e Edílson e assumindo a titularidade, sendo um dos cinco melhores laterais do campeonato. Com boas atuações pelo clube gaúcho, o Grêmio chegou em um acordo com o Santos, contratando o lateral em definitivo; Pará teve os 25% de seu passe vinculados ao Santos comprados pelo Grêmio. Seu único gol marcado pelo Grêmio foi de falta, na vitória por 1 a 0 sobre Flamengo, no Estádio Mané Garrincha, em partida válida pelo Campeonato Brasileiro de 2013.

### Flamengo
Chegou ao Flamengo em janeiro de 2015 cedido por empréstimo e com salários pagos pelo Grêmio. Esta operação foi uma amortização de parte de uma dívida do clube gaúcho para com o Flamengo contraída em 2000. Marcou seu primeiro gol pelo clube na partida contra o Brasil de Pelotas, no dia 25 de fevereiro, pela Copa do Brasil de 2015. A partida valia pela ida da primeira fase e o Flamengo venceu por 2 a 1; no jogo da volta venceu por 2 a 0 e se classificou. Contra o Bangu, no dia 25 de março de 2015, marcou seu segundo gol com a camisa Rubro-Negra.
Pará foi contratado para substituir Léo Moura, mesmo com o ex-camisa 2 ainda integrando o elenco. Isso acabou atrapalhando o desempenho de Pará. Em certos jogos nos quais nem se saía tão mal, acabava vaiado por não atingir o nível do antigo dono da posição. Pará começou a pré-temporada na reserva e, após a lesão do Léo Moura, ganhou a posição e continuou titular mesmo com a volta dele. No jogo contra o Madureira, por exemplo, recebeu vaias mesmo sem atuar mal, muito em função da presença de Léo Moura no banco de reservas. Por conta disso, o técnico Vanderlei Luxemburgo chegou inclusive a escala-lo como lateral-esquerdo, mas suas atuações volta e meia estavam abaixo das expectativas.
Com a chegada do técnico Oswaldo de Oliveira, em meados de agosto de 2015, o futebol de Pará cresceu de produção. Em outubro, na 21ª rodada do Brasileirão, sua atuação diante do Sport (fez o cruzamento pro gol do Everton) lhe rendeu uma vaga na Seleção da Rodada, do GloboEsporte.com. Duas rodadas depois (23ª rodada), no clássico contra o Fluminense, mais um passe para gol (desta vez de Kayke), mais uma atuação segura, e mais uma vaga na seleção da Rodada, do GloboEsporte.com.
Na 27ª rodada, Pará foi o vilão no lance que determinou a vitória do Atlético-MG por 4 a 1 sobre o Flamengo. O quarto gol do Galo saiu em linda jogada com um elástico, seguido de uma caneta dada por Jesús Dátolo em cima do lateral-direito seguida de um chute da entrada da área no cantinho, selando a goleada do time mineiro. Na última rodada do Brasileirão, no dia 6 de novembro, Pará deixou a sua marca na derrota por 2 a 1 para o Palmeiras, sendo este seu terceiro gol pelo clube carioca.
Em 2016, depois das imensas críticas da torcida do Flamengo pelas más atuações do jogador, Pará acabou se tornando reserva do recém-contratado Rodinei durante o Campeonato Carioca de 2016.
Porém, com a lesão do até então titular durante uma partida do Brasileirão do mesmo ano, Pará assumiu a titularidade e com grandes atuações acabou se tornando um xodó da torcida, dando a volta por cima no clube e sendo muito elogiado pelo treinador Zé Ricardo e pelo presidente Eduardo Bandeira de Mello. Não à toa, Pará terminou o Brasileirão na segunda posição do Prêmio Bola de Prata entre os laterais-direitos. No empate em 2 a 2 contra o Palmeiras, na Ilha do Urubu, marcou um golaço após receber bom passe de Guerrero e bater rasteiro no canto do goleiro Jailson.
No dia 30 de julho de 2017, durante partida entre Corinthians e Flamengo pelo Campeonato Brasileiro, Pará conseguiu perder na corrida para o atacante Jô, reconhecidamente lento e pesado, em lance que culminou no primeiro gol da equipe paulista. Pará voltou a ter más atuações no Fla-Flu, pelo Brasileirão, fazendo um golaço "contra"; ele tentou tirar a bola para escanteio, mas não conseguiu. No entanto, o Flamengo conseguiu empatar com um gol do zagueiro Réver. Na derrota do Fla na Arena do Grêmio por 3 a 1, Pará falhou novamente em um gol marcado por Everton. Pará só olhou para a bola e não viu o atacante, que chegou chutando. Voltou a falhar contra o Júnior Barranquilla, perdendo na corrida para o atacante colombiano que cruzou para Téo Gutierrez abrir o placar no Maracanã. Apesar de um ano irregular, Pará foi o jogador que mais jogou pelo Flamengo no ano de 2017.
Deixou o Flamengo, onde atuou por quatro temporadas e foi campeão brasileiro (2019), da Libertadores (2019) e carioca (2018 e 2019). Em 217 jogos com a camisa da Nação, marcou quatro gols.

### Retorno ao Santos
Após perder espaço no Flamengo com a chegada de Rafinha, no dia 3 de agosto de 2019 foi confirmado o seu retorno ao Santos. O jogador assinou em definitivo até o final de 2020.
À época, assumiu a posição de titular ‘tomando’ a vaga de Victor Ferraz. Na temporada seguinte, foi titular absoluto. Já em 2021, acabou perdendo espaço e tendo que lidar com críticas com parte da torcida. Contando suas duas passagens, conquistou o bicampeonato paulista de 2010 e 2011, a Copa do Brasil de 2010 e a Copa Libertadores de 2011. Além disso, foi vice-campeão brasileiro em 2019 e vice-campeão da Libertadores de 2020. Ao todo foram 292 jogos, com três gols marcados com a camisa do Peixe.

### Brusque
Após ser anunciado como reforço no Cruzeiro para o ano de 2022, Pará foi anunciado pelo Brusque como contratação até o fim da temporada.

### Portuguesa
A Portuguesa anunciou a contratação de Pará para disputa do Campeonato Paulista em 2023.

## Estatísticas
Até 21 de junho de 2021.

### Clubes
| Clube             | Temporada         | Campeonato nacional | Campeonato nacional | Campeonato nacional | Copa nacional[a] | Copa nacional[a] | Copa nacional[a] | Competições continentais[b] | Competições continentais[b] | Competições continentais[b] | Outros torneios[c] | Outros torneios[c] | Outros torneios[c] | Total | Total | Total   |
| Clube             | Temporada         | Jogos               | Gols                | Assist.             | Jogos            | Gols             | Assist.          | Jogos                       | Gols                        | Assist.                     | Jogos              | Gols               | Assist.            | Jogos | Gols  | Assist. |
| ----------------- | ----------------- | ------------------- | ------------------- | ------------------- | ---------------- | ---------------- | ---------------- | --------------------------- | --------------------------- | --------------------------- | ------------------ | ------------------ | ------------------ | ----- | ----- | ------- |
| Santo André       | 2004              | 0                   | 0                   | 0                   | 0                | 0                | 0                | —                           | —                           | —                           | 0                  | 0                  | 0                  | 0     | 0     | 0       |
| Santo André       | 2005              | 5                   | 1                   | 0                   | —                | —                | —                | 0                           | 0                           | 0                           | 3                  | 0                  | 0                  | 8     | 1     | 0       |
| Santo André       | 2006              | 36                  | 1                   | 0                   | 1                | 0                | 0                | —                           | —                           | —                           | 12                 | 0                  | 0                  | 49    | 2     | 0       |
| Santo André       | 2007              | 35                  | 3                   | 3                   | —                | —                | —                | —                           | —                           | —                           | 4                  | 0                  | 0                  | 39    | 4     | 3       |
| Santo André       | 2008              | 22                  | 6                   | 5                   | —                | —                | —                | —                           | —                           | —                           | 0                  | 0                  | 0                  | 46    | 7     | 5       |
| Santo André       | Total             | 98                  | 11                  | 8                   | 1                | 0                | 0                | 0                           | 0                           | 0                           | 19                 | 0                  | 0                  | 142   | 14    | 8       |
| Santos            | 2008              | 15                  | 1                   | 1                   | —                | —                | —                | —                           | —                           | —                           | —                  | —                  | —                  | 15    | 1     | 1       |
| Santos            | 2009              | 33                  | 0                   | 1                   | 0                | 0                | 0                | —                           | —                           | —                           | 20                 | 0                  | 0                  | 53    | 0     | 1       |
| Santos            | 2010              | 30                  | 0                   | 1                   | 9                | 0                | 0                | 2                           | 0                           | 0                           | 22                 | 1                  | 0                  | 63    | 1     | 1       |
| Santos            | 2011              | 22                  | 0                   | 3                   | —                | —                | —                | 10                          | 0                           | 0                           | 18                 | 0                  | 0                  | 50    | 0     | 3       |
| Santos            | 2012              | —                   | —                   | —                   | —                | —                | —                | 1                           | 0                           | 0                           | 4                  | 0                  | 0                  | 5     | 0     | 0       |
| Santos            | 2019              | 11                  | 0                   | 0                   | —                | —                | —                | —                           | —                           | —                           | —                  | —                  | —                  | 11    | 0     | 0       |
| Santos            | 2020              | 27                  | 0                   | 0                   | 1                | 0                | 0                | 12                          | 0                           | 1                           | 13                 | 0                  | 1                  | 53    | 0     | 2       |
| Santos            | 2021              | 5                   | 0                   | 0                   | 2                | 0                | 0                | 9                           | 1                           | 0                           | 6                  | 0                  | 0                  | 22    | 1     | 0       |
| Santos            | Total             | 143                 | 1                   | 6                   | 12               | 0                | 0                | 34                          | 1                           | 1                           | 83                 | 1                  | 1                  | 272   | 3     | 8       |
| Grêmio            | 2012              | 34                  | 0                   | 1                   | 7                | 0                | 0                | 5                           | 0                           | 0                           | 8                  | 0                  | 0                  | 54    | 0     | 1       |
| Grêmio            | 2013              | 35                  | 1                   | 2                   | 6                | 0                | 1                | 10                          | 0                           | 1                           | 10                 | 0                  | 2                  | 61    | 1     | 6       |
| Grêmio            | 2014              | 33                  | 0                   | 1                   | 1                | 0                | 0                | 8                           | 0                           | 0                           | 15                 | 0                  | 2                  | 57    | 0     | 3       |
| Grêmio            | Total             | 102                 | 1                   | 4                   | 14               | 0                | 1                | 23                          | 0                           | 1                           | 33                 | 0                  | 5                  | 172   | 1     | 11      |
| Flamengo          | 2015              | 29                  | 1                   | 2                   | 7                | 1                | 0                | —                           | —                           | —                           | 23                 | 1                  | 3                  | 59    | 3     | 5       |
| Flamengo          | 2016              | 27                  | 0                   | 6                   | 0                | 0                | 0                | 2                           | 0                           | 0                           | 5                  | 0                  | 2                  | 34    | 0     | 8       |
| Flamengo          | 2017              | 29                  | 1                   | 1                   | 7                | 0                | 1                | 14                          | 0                           | 2                           | 15                 | 0                  | 2                  | 65    | 1     | 6       |
| Flamengo          | 2018              | 20                  | 0                   | 0                   | 2                | 0                | 0                | 2                           | 0                           | 0                           | 7                  | 0                  | 0                  | 31    | 0     | 0       |
| Flamengo          | 2019              | 6                   | 0                   | 0                   | 2                | 0                | 0                | 6                           | 0                           | 2                           | 14                 | 0                  | 2                  | 28    | 0     | 4       |
| Flamengo          | Total             | 111                 | 2                   | 9                   | 18               | 1                | 1                | 24                          | 0                           | 4                           | 64                 | 1                  | 9                  | 217   | 4     | 23      |
| Total na carreira | Total na carreira | 454                 | 15                  | 27                  | 45               | 1                | 2                | 77                          | 1                           | 6                           | 198                | 2                  | 15                 | 803   | 22    | 50      |

- a. ^ Jogos da Copa do Brasil
- b. ^ Jogos da Copa Sul-Americana e Copa Libertadores da América
- c. ^ Jogos do Campeonato Paulista, Campeonato Paulista - Série A2, Amistoso, Mundial de Clubes da FIFA, Campeonato Gaúcho, Campeonato Carioca, Granada Cup, Super Series, Troféu Asa Branca, Taça Chico Science e Primeira Liga do Brasil

## Títulos
Santo André
- Copa do Brasil: 2004
- Campeonato Paulista - Série A2: 2008

Santos
- Copa Libertadores da América: 2011[23]
- Copa do Brasil: 2010[24]
- Campeonato Paulista: 2010[25],  2011, 2012

Flamengo
- Copa Libertadores da América: 2019
- Campeonato Brasileiro: 2019
- Campeonato Carioca: 2017, 2019
- Taça Guanabara: 2018
- Taça Rio: 2019
- Florida Cup: 2019
- Torneio Super Clássicos: 2015
- Torneio Super Series: 2015
- Troféu Carlos Alberto Torres: 2017

## Prêmios individuais
- Seleção das Estatísticas do Campeonato Carioca de Futebol de 2017 (jornal Lance!): Melhor lateral-direito[26]